# Župnija Bakovci
Župnija Bakovci je rimskokatoliška teritorialna župnija dekanije Murska Sobota škofije Murska Sobota.
Do 7. aprila 2006, ko je bila ustanovljena škofija Murska Sobota, je bila župnija del Pomurskega naddekanata, ki je bila del škofije Maribor.